# Fippataleyrodes yellapurensis
Fippataleyrodes yellapurensis es un hemíptero de la familia Aleyrodidae, con una subfamilia: Aleyrodinae.
Fue descrita científicamente por primera vez por Dubey & Sundararaj en 2005.